# الجمعية الدولية لبحوث الذكاء
الجمعية الدولية لبحوث الذكاء (ISIR) هي جمعية علمية للباحثين في مجال الذكاء البشري.
وتستضيف الجمعية الدولية لبحوث الذكاء، التي تأسست عام 2000، مؤتمرًا سنويًا يتيح فرصة التقاء المهتمين بالذكاء وتقديم أبحاثهم ومناقشة القضايا الراهنة ذات الصلة. كما تدعم الجمعية مجلة الذكاء (Intelligence) باعتبارها المجلة العلمية الرسمية للجمعية.
والرئيس الحالي للجمعية هو ليندا جوتفريدسون، التي حلت محل إيرل بي هانت.

## جائزة الإنجاز مدى الحياة
جائزة الإنجاز مدى الحياة هي أعلى وسام تكريم تمنحه الجمعية الدولية لبحوث الذكاء. وتُمنح هذه الجائزة للأفراد الذين «ساهموا بشكل كبير في تقدم مجال الذكاء» على مدى حياتهم المهنية. وحتى الآن، حصل الأفراد التالية أسماؤهم على الجائزة:
- أرثر جينسن (2006)
- دوجلاس كي ديترمان (2007)
- إيرل بي هانت (2009)

## وصلات خارجية
- الموقع الرسمي